# Winwick (Cheshire)
Pour les articles homonymes, voir Winwick.
Winwick est une paroisse civile et un village du Cheshire, en Angleterre.